# 郑丽娟
郑丽娟（约1967年—），北京人，中国女子中长跑运动员。她曾在中国北京举行的1990年亚洲运动会中获得女子1500米金牌以及800米银牌。